# Alpina tundrana
Alpina tundrana là một loài bướm đêm trong họ Geometridae.